# 하젤호르스트역
하젤호르스트역(Haselhorst)은 베를린 슈판다우구 하젤호르스트에 있는 U7의 역이다. 1984년 10월 1일 U7의 북서부 연장 당시에 개업했다. 슈판다우구의 하젤호르스트에 있으며 페르디난트프리덴스부르크플라츠(Ferdinand-Friedensburg-Platz) 아래에 있다. 승강장 길이는 110 m이고, 엘리베이터와 에스컬레이터가 설치되어 있다.
라이너 륌러가 설계했으며, 슈판다우 구간의 파울슈테른슈트라세역이나 라트하우스 슈판다우역처럼 화려한 장식보다는 단순함을 위주로 빛을 사용하는 방법과 기하학적 선을 중심으로 디자인했다. 벽면 색상은 무연탄 느낌으로 마감했으며, 천장 구조물 형상을 통해서 광학적인 효과를 낸다.
2006년 10월 고르가스링(Gorgasring) 방면 출입구에 설치되어 있었던 캐노피를 반달리즘 문제로 철거했다가, 2007년 초에 새로운 캐노피를 설치했다.
2016년 1월부터 엘리베이터 가동이 시작되었고, 점자 블록도 같은 시기에 설치되었다. 총 비용은 190만 유로였다. 같은 해까지 전체적인 보수 공사가 완료되었다.
2017년 3월 U7 노선의 북부 역사 6곳의 일부로 베를린의 건축유산으로 지정되었다.
베를린 버스 M36, X33, 133, N33번과 환승할 수 있다.

## 인접 철도역
| 베를린 지하철                     | 베를린 지하철 | 베를린 지하철                |
| --------------------------------- | ------------- | ---------------------------- |
| 치타델레 라트하우스 슈판다우 방면 | U7            | 파울슈테른슈트라세 루도 방면 |